# The Unholy Alliance
L'Unholy Alliance è stato un tour heavy metal biennale che si svolge in Europa e nel Nord America. Gli headliner furono gli Slayer e gli altri gruppi che partecipavano erano scelti a discrezione della band.

## Edizioni

### Europa 2004
Nel tour europeo del 2004 erano presenti i seguenti gruppi: Slipknot (co-headliner), Slayer (co-headliner), Machine Head e Mastodon.

### Nord America 2006
Del tour nord americano del 2006, chiamato Chapter I, facevano parte Slayer (headliner), Lamb of God, Children of Bodom, Mastodon, Thine Eyes Bleed.

### Europa 2006
Questa edizione europea dell'Unholy Alliance viene chiamata Chapter II. I gruppi che si sono esibiti durante le date europee del tour sono gli stessi che si sono esibiti durante le tappe americane, eccetto per i Mastodon che sono stati rimpiazzati dagli In Flames.

### Europa 2008
Del tour europeo 2008, denominato Chapter III, fanno parte Slayer (headliner), Trivium, Mastodon e Amon Amarth.